# يو ليو
يو ليو (بالإنجليزية: Yu Liu)‏ هو مؤرخ أمريكي، ولد في 15 فبراير 1955.